# Bronstijd in Europa
De Bronstijd in Europa volgde op de Kopertijd in Europa. Het begin lag afhankelijk van de locatie vanaf omstreeks 3000 v.Chr. in de Kaukasus tot 1700 v.Chr. in Scandinavië. Ze eindigde omstreeks 800 v.Chr. met het begin van de IJzertijd in Europa.

## Kopertijd

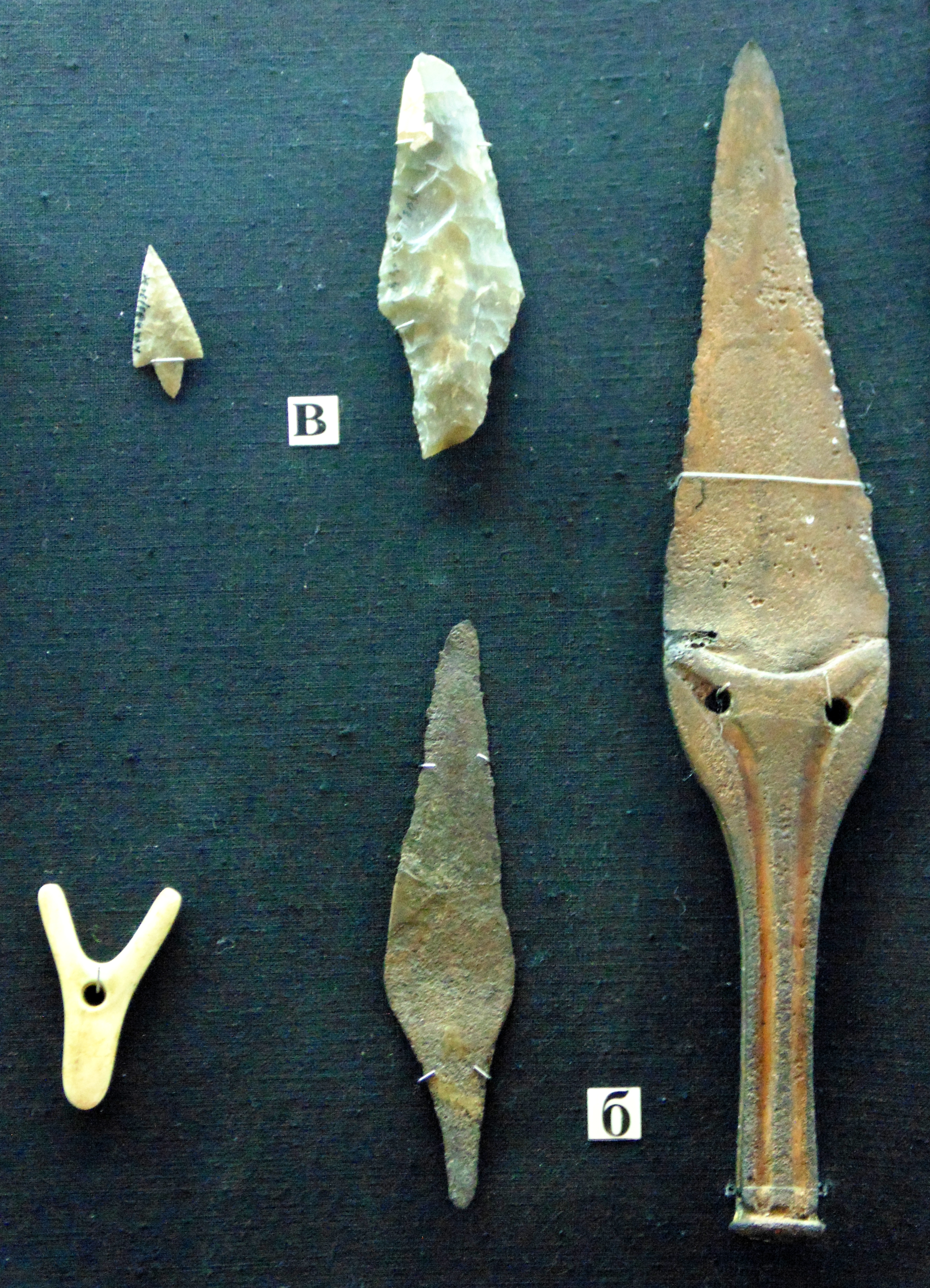
vuurstenen en bronzen wapens van de kuilgrafcultuur

In het 3e millennium v.Chr. ontstonden in de Egeïsche Zeeregio de eerste stedelijke beschavingen in Europa, zoals de Minoïsche beschaving. Deze onderhielden sterke banden met het Midden-Oosten, maar hadden afgezien van de handel in luxeproducten weinig invloed op de ontwikkelingen in de rest van Europa.
Van grotere invloed waren de vroege Bronstijdculturen van de Kaukasus zoals de Majkopcultuur (3.700-2.500 v.Chr.). Deze gaven de bronstechnologie door aan de noordelijk van hen wonende kuilgrafcultuur (ook: jamnacultuur) van de Zuid-Russische steppezone.
Volgens de koerganhypothese kan de kuilgrafcultuur geïdentificeerd worden met de late Proto-Indo-Europeanen en is samen met de eraan voorafgaande Sredny Stogcultuur een kandidaat voor de Urheimat (oorsprongsland) van het Proto-Indo-Europees. Archeogenetisch onderzoek identificeerde de kuilgrafbevolking als de Westelijke Steppeherders. De kuilgrafcultuur wordt in verband gebracht met de oudste resten van een ossenkar met wielen in Oost-Europa, gevonden in de Storozjova mohyla-grafheuvel bij Dnipro, Oekraïne. Samen met het hier al vroeg aangetoonde gebruik van het paard als rijdier en lichte strijdwagens gaf dit een expansiekracht naar zowel de oostelijke steppen als Centraal- tot West-Europa. Waar de expansie oostwaarts het karakter had van grootscheepse migraties, bepalend voor het ontstaan van de Centraal-Aziatische steppeculturen, zorgde de westwaartse invloed voor de vorming van Indo-Europees sprekende elites en de introductie van een nieuwe levensstijl bij de bestaande culturen. Zo beïnvloedde de kuilgrafcultuur de westelijk ervan gelegen Cucutenicultuur, en de daaropvolgende rijke kopertijdculturen van het Donaubekken.
Deze vroege westelijke geïndoeuropeïseerde culturen produceerden zelf nog geen brons, wel vond er soms handel in koperen en gouden voorwerpen plaats. Belangrijker was echter de stimulering van de handel door nieuwe transportmiddelen, verbeterde boten, ossenkarren en het paard als middel om contacten over grotere afstanden te onderhouden. Hierbij kwam de aanname van Indo-Europees als lingua franca. Paarden hadden weliswaar in een West-Europese context weinig agrarisch nut (pas tijdens de Middeleeuwen zou paardentuig ontwikkeld worden dat de toen ontstane grotere paardenrassen geschikt maakte voor zware arbeid), maar gaven, met de introductie van lichte door paarden getrokken strijdwagens, status en macht. Dit alles zorgde voor de introductie van een nieuwe levensstijl die anders dan bij de voorafgaande relatief egalitaire neolithische culturen gericht was op het verwerven van persoonlijke status. 

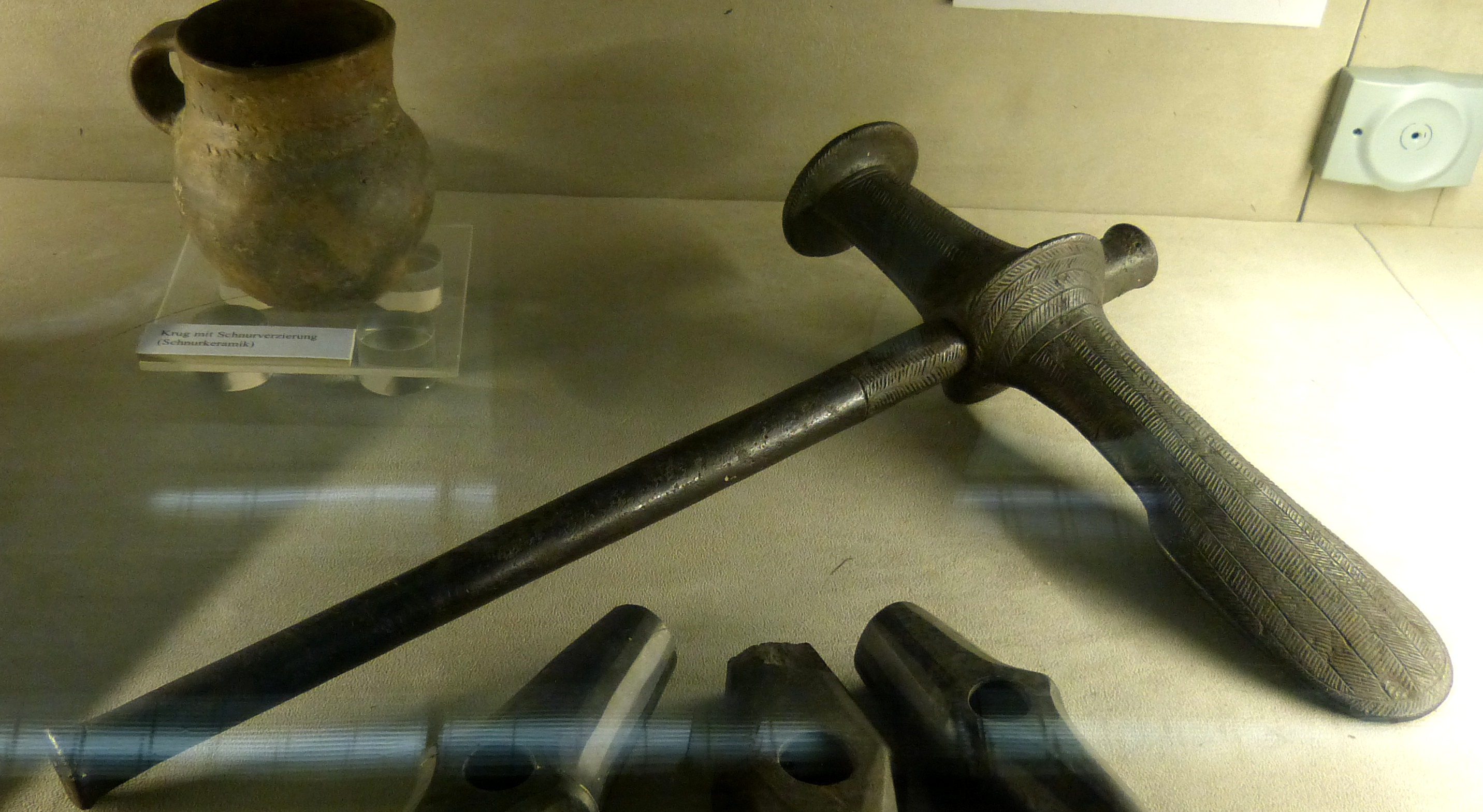
zeldzame bronzen strijdbijl van de touwbekercultuur

In het Donaubekken ontwikkelde de Koper- en vroege Bronstijd zich uit de daar al ver ontwikkelde neolithische culturen, met plaatsgebonden landbouw en hoog ontwikkelde permanente nederzettingen. Een voorbeeld hiervan is de Badencultuur (ca. 3300 v.Chr.– ca. 2800 v.Chr.). In het noorden, waar meer extensieve landbouw bestond met bescheidenere meer tijdelijke nederzettingen, ontstond de touwbekercultuur (ca. 2900–2450 v.Chr.) op basis van de voor-indoeuropese trechterbekercultuur. Hier vormden de begraafplaatsen een sterker bindend element. In het westen kwam hier nog een rijke traditie van, soms megalithische, cultcentra bij. 

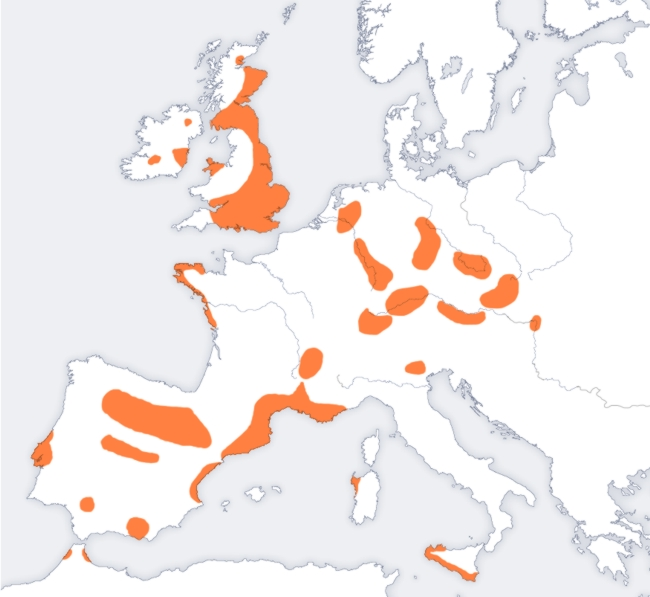
verspreiding klokbekercultuur

Tekenend voor de nieuwe sociale structuren en grotere mobiliteit in Europa was de klokbekercultuur. Haar ver uiteenliggende nederzettingen van de Beneden-Rijn tot het Iberisch Schiereiland en van de Britse Eilanden tot Bohemen tonen vergaande handelscontacten en grote individualiteit in de begrafenisrituelen. Hoewel zij aanvankelijk nog geen metaal bezaten, begonnen de klokbekermensen al gauw ook koperen voorwerpen te verhandelen en uiteindelijk ook brons.

## Vroege Bronstijd
Vanaf omstreeks 2500 v.Chr., de periode waarin de klokbekercultuur zich in Portugal ontplooide en de Levantijnse invloed in de Egeïsche regio groter werd, bereikte vanuit de Kaukasus en via de steppeculturen de techniek om brons te produceren Midden-Europa, met de eerste centra in het Karpatenbekken. Oorspronkelijk werd zoals in de Kaukasus arseen gebruikt, later vooral tin.
Na de ontdekking van tinertsen in de Karpaten en het Ertsgebergte ontstond er een levendige handel in brons. De klokbekermensen waren een belangrijk element in de ontwikkeling van de metallurgie in het Iberisch schiereiland en het ontstaan van de eerste bronstijdculturen op de Britse Eilanden, zoals de Wessexcultuur, en de Armoricaanse grafheuvelcultuur in Bretagne. In Spanje ontstond de El Argarcultuur (2.200 tot 1.550 v.Chr.). Verondersteld wordt wel dat de Minoërs in hun late periode ook tin- en koper uit Spanje en zelfs de Britse Eilanden importeerden, maar een duidelijke Minoïsche invloed is niet zichtbaar.

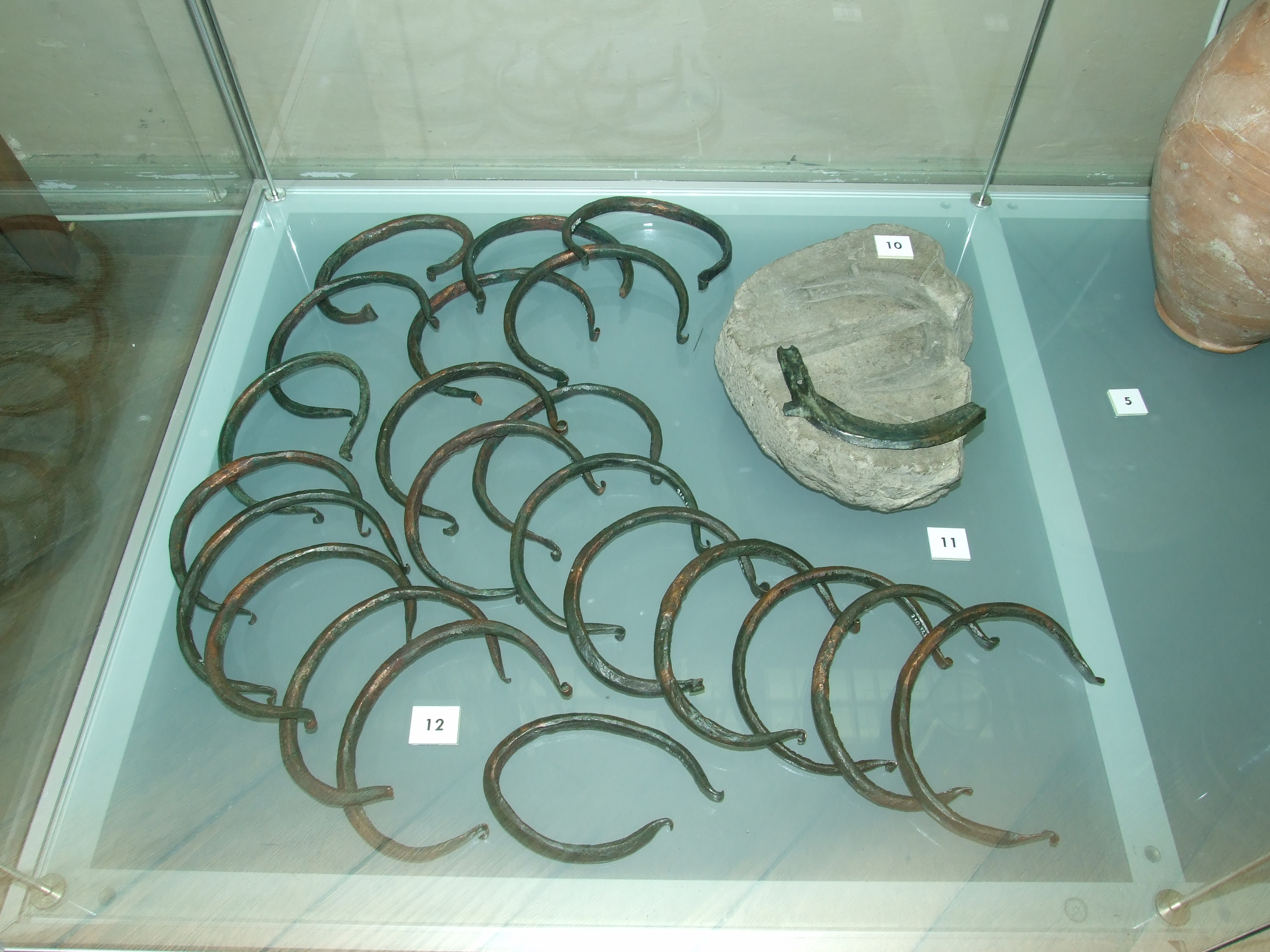
Ösenhalsringe

Brons had niet alleen het praktische nut van verbeterde wapens en gereedschappen, maar werd vooral een belangrijk ruilmiddel. Typerend hiervoor was de zogenaamde Ösenhalsring, een eenvoudige bronzen halsring die vaak in depots van soms honderden exemplaren gevonden wordt maar slechts zelden als grafgift. Bronzen sieraden waren een teken van status. Zelfs de bronzen strijdbijlen hadden, te beoordelen aan het gebrek aan gebruikssporen, vaak een vooral symbolische waarde. Brons werd ook gebruikt als offergave, gezien meerdere vondsten van begraven of in het moeras verzonken schatten.
Een belangrijke vroege Midden-Europese bronstijdcultuur is de Úněticecultuur (2300-1600 v. Chr.). Ze is geconcentreerd rond Tsjechië, Zuid- en Midden-Duitsland en het westen van Polen.
Vanaf ca. 2200 v.Chr. trokken Indo-Europese stammen vanuit het noorden het Griekse schiereiland binnen, en brachten daar de Griekse taal. Een groot deel van de voor-Griekse cultuur werd echter overgenomen, en hieruit ontstond de Myceense beschaving.
In Nederland en Noordwest-Duitsland ontstond als vroegste bronscultuur de wikkeldraadbekercultuur (±2100 v.Chr - 1800 v.Chr.).
In Denemarken en Zuid-Scandinavië, waar geen bruikbare ertsvoorraden waren, begon de Bronstijd relatief laat. Deze Noordse bronstijd (1700-500 v.Chr.) volgde op de plaatselijke touwbekercultuur. Ze ging zonder grote breuken over in de erop volgende culturen. Haar etnische en linguïstische karakter kan men als Proto-Germaans beschouwen.
Op de Úněticecultuur volgde in Tsjechië, Midden- en Zuid-Duitsland en West-Polen de grafheuvelcultuur (1600 tot 1200 v.Chr.). De grafheuvels zijn rond of ovaal, en omringd door een cirkel van stenen. Aanvankelijk betrof het voornamelijk begrafenissen (behalve in Bohemen), maar na 1300 v.Chr. overheerste de crematie. De grafgiften zijn vrij homogeen, maar met een duidelijk onderscheid naar geslacht: mannelijke graven bevatten dolken, bijlen, metalen broches, soms lange zwaarden en keramische vaten. Vrouwelijke graven bevatten geen wapens maar wel sieraden en accessoires, ook van brons (naalden, armbanden, hangers, enz.). Rond 1300 v.Chr. begon de homogeniteit te vervagen. Hooggelegen dorpen werden verlaten en de bewoning concentreerde in geïsoleerde en goed verdedigbare nederzettingen. In Bohemen, Moravië en Silezië werden bestaande dorpen met nieuwe verdedigingswerken uitgebreid. Zo begon een geleidelijke overgang naar de verschijning van de eerste urnenvelden.

## Noordoost-Europa
In tegenstelling tot de snelle en ingrijpende expansie naar het westen en het oosten konden de vroege Indo-Europeanen hun invloed slechts gering naar het gebied van de kamkeramiekcultuur in het noorden uitbreiden.
De cultuur van de zich in het noordelijke bosgebied bevindende Fins-Oegrische volkeren werd beheerst door een door het klimaat veroorzaakt conservatisme en collectivisme. Door het beperkte groeiseizoen bleven de bossen en de jacht van levensbelang, en een te grote individuele welvaart betekende een verstoring van het evenwicht. De Indo-Europese migratie bleef beperkt, en de nederzettingen van de Fatjanovo-Balanovocultuur (3200-2300 v.Chr.) bleven dun gezaaid binnen de oorspronkelijke Finse bevolking. De zich daar ontwikkelende Baltische talen behoren ook tot de meest conservatieve Indo-Europese talen.
De Bronstijd bereikte het noordoosten dan ook hoofdzakelijk via een grote omweg. Al in de Afanasjevocultuur van Zuid-Siberië (3500–2500 v.Chr.) is de invloed van de Zuid-Russische steppeculturen te zien. Deze wordt in het westen opgevolgd door de vanuit de zuidelijke Oeral verspreidende Andronovocultuur, mogelijk gepaard gaande met de verspreiding van de Iraanse talen. Vanaf 2500 v.Chr., dat wil zeggen ongeveer gelijktijdig met de verspreiding van de klokbekercultuur in West-Europa, vond ver in het oosten, in Dzjoengarije in huidig West-China, een immigratie van Europeanen plaats, die daar de Xemirxekcultuur (2500–1800 v.Chr.) stichtten.
Met de exploitatie van de rijke ertsvoorraden van de Altaj ontstond aan de bovenloop van Ob en Irtysj door de wisselwerking van deze Europese immigranten met de lokale bevolking de Eloeninocultuur (2300-1700 v.Chr.). Hieruit ontstond het Sejma-Toerbino-complex van rondreizende bronsbewerkers waarvan de producten over een groot gebied van Mongolië tot Finland gevonden worden. Afgezien van de introductie van brons brachten deze mensen echter geen grote veranderingen in de lokale culturen. De Finse volkeren bleven vasthouden aan hun taal en cultuur, die zelfs na de Slavische immigratie in de Vroege middeleeuwen ernaast bleef bestaan, deels tot op heden.

## Latere Bronstijd

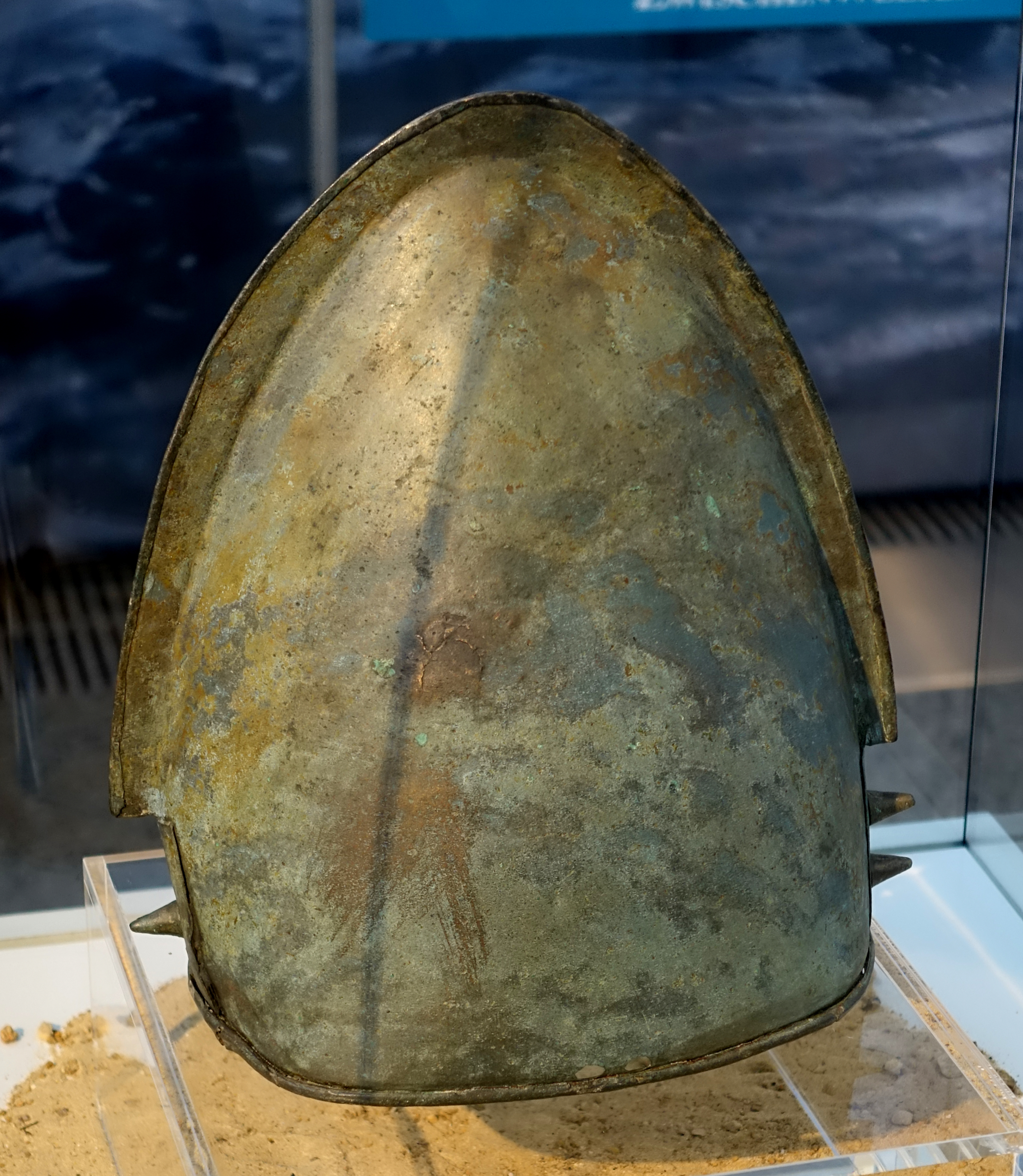
bronzen helm van de urnenveldencultuur

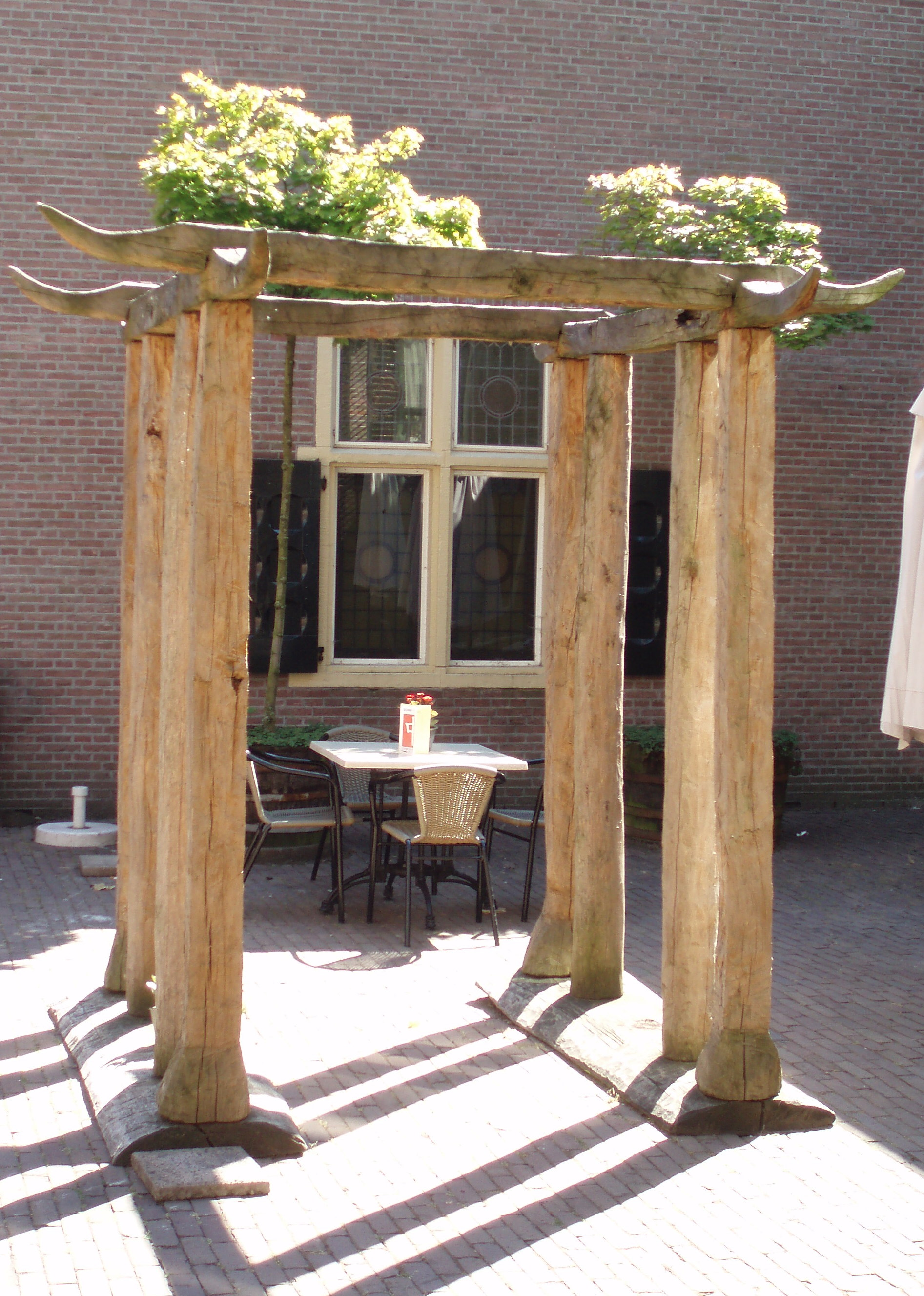
tempeltje van Barger-Oosterveld, omstreeks 1250 v.Chr.

In de latere Bronstijd vond een geleidelijke invoering van nieuwe metaalbewerkingstechnieken plaats, zoals het drijven van plaatmetaal en de verlorenwasmethode. Nieuwe landbouwgewassen werden belangrijk zoals gierst, rogge en tuinbonen.
Een opvallend verschijnsel was de opkomst van crematie, vaak met het gebruik van urnen. Deze gaven de naam aan de zogenaamde urnenveldencultuur (1300 tot 950-920 v.Chr.). Eerder dan een enkele vastomlijnde cultuur of zelfs etniciteit was dit een complex van gebruiken dat zich over een groot deel van Europa verspreidde. Het is dan ook niet altijd duidelijk of men kan spreken van verschillende lokale varianten van de urnenveldencultuur of slechts door de urnenveldencultuur beïnvloede culturen, zoals de Elpcultuur in Noordoost-Nederland.
De overgang van begrafenis naar crematie, met of zonder urn, en vaak nog naast traditionele begrafenissen, was een teken van nieuwe religieuze of levensbeschouwelijke zienswijzen.
De latere Bronstijd was een periode van wijdverspreide kleinschalige oorlogsvoering. Nederzettingen werden versterkt met grachten en palisades, vaak als heuvelfort.
Gelijktijdig ontplooide zich in het westen de Atlantische Bronstijd (1300-700 v.Chr.) welke verschillende culturen in Portugal, Andalusië, Galicië, Bretagne en de Britse Eilanden omvatte. De periode werd gekenmerkt door een aantal regionale centra van metaalproductie, verenigd door een regelmatige overzeese uitwisseling van hun producten. Dit zorgde voor economische en culturele uitwisselingen die leidden tot een hoge mate van culturele overeenkomsten bij kustgemeenschappen van Galicië tot Schotland.
Rond 1200 v.Chr. was er een periode van chaos en verval in het oostelijke Middellandse Zeegebied, waarin ook de Myceense beschaving ten onder ging en in Griekenland de duistere eeuwen begonnen. Hierna brak daar de IJzertijd aan.

## Begin van de IJzertijd
Gedurende de latere Bronstijd ziet men een geleidelijke toename van ijzeren voorwerpen. Met name in Bulgarije en Griekenland werd al vroeg ijzer geproduceerd. Een dusdanige toename van het gebruik van ijzer dat men kan spreken van een IJzertijdcultuur ziet men bij de Kobancultuur in het noordelijke Kaukasusgebied. Hierdoor beïnvloed werden de Tsjernogorovsk- en Novotsjerkasskculturen (900-650 v. Chr.) in Zuid-Rusland, pre-Scythische culturen, die in verband worden gebracht met de Cimmeriërs. Vanaf de 8e eeuw v.Chr. ziet men een verspreiding van als Thraco-Cimmerisch benoemde vondsten vanuit het Tsjernogorovsk-Novotsjerkassgebied over Zuid-Rusland en Oekraïne. Vanaf de 7e eeuw v.Chr. vindt men deze op de Balkan en in Midden-Europa, inclusief ijzeren voorwerpen. In het centrale gedeelte van de urnenveldencultuur ontstond de Hallstattcultuur, de belangrijkste vroege IJzertijdcultuur van Midden-Europa.
Om esthetische redenen bleef het gebruik van brons voor siervoorwerpen nog steeds belangrijk. Voor gebruiksvoorwerpen was ijzer echter superieur. In tegenstelling tot koper en tin was ijzer ook wijdverspreid te vinden, zoals in de vorm van moerasijzererts. Dit zorgde voor een verschuiving van de machtsverhoudingen.

## Handel
De handel in de Bronstijd zal grotendeels niet als strikt zakelijke ruilhandel in de moderne zin gezien moeten worden, maar in belangrijke mate in de vorm van giften over en weer tussen lokale leiders plaatsgevonden hebben. Dit leidde onvermijdelijk tot plaatselijke overschotten aan brons waar geen praktische nut meer voor was. Dit leidde tot het met name in de Bronstijd veel voorkomende gebruik van het plaatsen van rituele depots. Hiermee konden plaatselijke stamhoofden ritueel onheil afwenden van de gemeenschap en tegelijkertijd hun reputatie verhogen.
Veel handel zal plaatsgevonden hebben in de vorm van vergaanbare waren, zoals huiden en textiel, welke archeologisch moeilijk aantoonbaar zijn. Zo zette zich aan het begin van de Bronstijd in Europa het gebruik van wol door. Daarvoor werd textiel uitsluitend uit plantenvezels, met name vlas, gemaakt. Wol leidde tot luxueuze, confortabele en kleurrijkere kleding, en mede door de arbeidsintensieve productie werd wol een begeerde handelswaar.
Als organisch materiaal is wol slechts beperkt aantoonbaar bij archeologisch onderzoek. Duidelijker is het plotseling optredende verschil in grootte tussen de kleinere oude haarschapen en de nieuwe wolschapen. Dit is voor het eerst zichtbaar tijdens de latere Badencultuur in het Karpatenbekken. In Midden-Europa vindt men deze grotere schapen vanaf ca. 3000 v.Chr., en een verkoold stuk wol uit Zwitserland werd op 2900 v.Chr. gedateerd. Bij de touwbekercultuur en gedurende de gehele vroege Bronstijd ziet men dat de vroegere vlaskleding verdrongen werd door wol. Deze plotselinge overgang in Europa lijkt erop te wijzen dat het wolschaap van elders ingevoerd is, mogelijk vanaf de Pontisch-Kaspische Steppe. Deze bronstijdschapen hadden nog een relatief primitieve vacht, gelijkend op de huidige Soay-schapen op Saint Kilda, welke hier mogelijk direct van afstammen.
Naast brons was ook barnsteen zeer geliefd en werd over grote afstanden verhandeld. De barnsteenroutes leverden welvaart aan noordelijke gebieden die zelf geen koper of tinertsen bezaten. In het westen was dit mede verantwoordelijk vor de bloei van de Noordse Bronstijd, terwijl in het oosten de Lausitzcultuur een belangrijke geografische positie innam.
Van groot belang voor de grotendeels agrarische culturen was de handel in zout. De steenzoutmijnen bij Hallstatt waren dan ook verantwoordelijk voor de grote plaatselijke rijkdom gedurende de Brons- en IJzertijd.

## Diversen
- Een Zweed vond in 2021 in een bos bij de plaats Alingsås een schat uit de bronstijd van meer dan 2500 jaar oud. Het betreft 50 sieraden en gebruiksvoorwerpen, waaronder hals- en armbanden, voetringen, kledingspelden en een bijl, waarschijnlijk van een of meer vooraanstaande vrouwen.